# Liste der Landschaftsschutzgebiete im Landkreis Helmstedt
| Bild                          | Nummer                          | Bezeichnung des Gebietes                                                   | Fläche in Hektar | WDPA-ID   | Koordinaten | Datum der Verordnung |
| ----------------------------- | ------------------------------- | -------------------------------------------------------------------------- | ---------------- | --------- | ----------- | -------------------- |
| Beienroder Holz A 39 Brücke   | LSG HE 00001                    | Beienroder Holz                                                            | 324,00           | 319851    | Position    | 1971/2020            |
| Thieplatz von Räbke           | LSG HE 00006                    | Thieplatz von Räbke                                                        | 0,50             | 325161    | Position    | 1966                 |
| LSG Hügellandschaft Heeseberg | LSG WF 00050 vorm. LSG HE 00007 | Hügellandschaft Heeseberg                                                  | 461,00           | 555632910 | Position    | 2016                 |
|                               | LSG HE 00013                    | Mittlere Schunter                                                          | 3109,59          | 322992    | Position    | 2020                 |
|                               | LSG HE 00014                    | Essenrode-Grassel                                                          | 456,00           | 320712    | Position    | 2021                 |
| Lappwald                      | LSG HE 00015                    | Lappwald                                                                   | 4348,00          | 322524    | Position    | 2021                 |
| Elm                           | LSG HE 00016                    | Elm                                                                        | 4845,00          | 320601    | Position    | 2020                 |
|                               | LSG HE 00018                    | Essehofer Holz                                                             | 414,00           | 324118    | Position    | 2009                 |
| Lübbensteine                  | LSG HE 00019                    | St. Annenberg mit Lübbensteinen, Heidberg und angrenzende Landschaftsteile | 162,00           | 324743    | Position    | 1987                 |
|                               | LSG HE 00020                    | Schuntertal                                                                | 427,90           | 324264    | Position    | 2020                 |
| Velpker Schweiz               | LSG HE 00021                    | Velpker Schweiz                                                            | 728,00           | 325386    | Position    | 2017                 |
|                               | LSG HE 00022                    | Südlicher Lappwald                                                         | 237,00           | 555700738 | Position    | 2023                 |
|                               | LSG HE 00023                    | Nördlicher Lappwald                                                        | 107,00           | 555700739 | Position    | 2023                 |
|                               | LSG HE 00024                    | Nordwestlicher Elm                                                         | 445,00           | 555734440 | Position    | 2020                 |
|                               | LSG HE 00025                    | Sundern bei Boimstorf                                                      | 177,00           | 555518972 | Position    | 2007                 |
|                               | LSG HE 00026                    | Dorm                                                                       | 677,00           | 555519061 | Position    | 2007                 |
|                               | LSG HE 00027                    | Großes Bruch                                                               | 2906,00          | 321195    | Position    | 2020                 |